# Bustamante, San Luis Potosí
Bustamante är en ort i Mexiko.   Den ligger i kommunen Villa de Guadalupe och delstaten San Luis Potosí, i den centrala delen av landet, 400 km norr om huvudstaden Mexico City. Bustamante ligger 1 872 meter över havet och antalet invånare är 130.
Terrängen runt Bustamante är kuperad åt nordost, men åt sydväst är den platt. Runt Bustamante är det mycket glesbefolkat, med 7 invånare per kvadratkilometer. Närmaste större samhälle är Santa Isabel, 16,1 km norr om Bustamante. Omgivningarna runt Bustamante är i huvudsak ett öppet busklandskap.